# 立石峠 (杵築市)
立石峠（たていしとうげ）は、大分県杵築市山香町大字立石と同大字向野（むくの）の間にある、標高147 mの峠である。

## 概要
鞍部の掘下げ工事が幾度となく繰り返され、ゆるやかな峠道になっているが、以前は難所としてよく知られていた。また、向野には豊後国と豊前国との境界を示す「国境碑」が立っており、立石峠は地蔵峠（後述）と並んで豊後の玄関口であった。
現在は対面通行の車道（国道10号）が通され、日豊本線の上り線も国道の南側を掘割で並走しつつ峠部分のみ国道直下を短い立石トンネルで抜けているほか、下り線の新立石トンネルが峠の下を通っており、交通の要衝であることに変わりはない。なお、掘割の峠であるため展望はすぐれない。冬は数回程度積雪する事があるが、立石峠を境にして降雪量は少なくなる。例えば、中津市などの大分県北部が大雪に見舞われても立石峠より南に位置する別府市や大分市では積雪が無いこともある。
歴史的に見ても立石峠は経済圏の境界であり、北側の宇佐市、豊後高田市、中津市は経済的に北九州都市圏または中津都市圏に属し、南側の杵築市、日出町、別府市は大分都市圏となっている。

## 車道開通以前の立石峠
国道10号は、本来の立石峠のルートを正確にたどっているわけではない。立石から向野に至る車道は国道10号だけではなく、その北側にある薫石（ふすべいし）という集落を経由する市道がある。車道開通以前の立石峠は、その市道と国道10号とのちょうど中間にあった。
なお、立石峠に車道が開通する前は、地蔵峠のほうがよく利用されていた。地蔵峠は向野から山浦に抜ける峠道で、徒歩道である。立石峠よりも勾配は急であるが、近道であった。
人通りもそう多くはない上に曲がりくねっており、集落もなかった旧立石峠は、現在の峠道が拓かれてからは一切使われることはなくなった廃道であり、踏み跡もよくわからない状況になっている。なお、地蔵峠は踏み跡がはっきりしている。

## 日豊本線
立石峠は列車にとっては急勾配であるため、蒸気機関車が一般的であった時代は宗太郎越と並んで日豊本線の最大の難所であった。下り列車は、宇佐駅で車両の前後に補助機関車（補機）を連結し、前引き後押しで立石峠を越え、立石駅で補機を外していた。そのため、宇佐駅と立石駅には何本もの線路や転車台が必要であったので、比較的広い敷地を有していた。
その後、車両の改良や掘下げ工事、新立石トンネルの開通がなされたことにより、現在は軽々と峠を越えている。新立石トンネルの開通の効果は非常に大きく、ただ単に複線化しただけではない。下り線が新トンネルを通ることで、特に勾配が急であった向野側の坂を登る必要がなくなったのである。車両の付替えを行う必要のなくなった宇佐駅や立石駅には、空き地が目立つ。